# Zapis maksymalny
Zapis maksymalny – metoda obliczania wyników rozgrywek brydża sportowego, podstawowy zapis (tzw. na maksa), na turnieju brydżowym zarówno w mistrzostwach open jak też młodzików. Proces obliczania wyników tą metodą nazywany jest potocznie maksowaniem; obliczenie wyniku jednego rozdania (tj. liczby punktów zdobytych w danym rozdaniu przez poszczególnych uczestników) to maksowanie rozdania. Obecnie przyjętym na świecie algorytmem maksowania rozdania jest formuła Neuberga, zwana też maksowaniem proporcjonalnym. Niezależnie od sposobu liczenia i metody algorytmu istotą zapisu maksymalnego jest zmniejszenie prawdopodobieństwa uzyskania dobrego wyniku w wyniku przypadkowego rozkładu kart lub też niewykorzystania sprzyjającego układu kart. Zapis maksymalny pozwala w najwyższym stopniu odzwierciedlić umiejętności brydżowe. W turnieju brydżowym ze wskazanym rodzajem zapisu istotne znaczenie ma znajomość rozwiązywania typowych problemów licytacyjnych, wistowych, a przede wszystkim rozgrywkowych, przez większość grających.

## Metoda podstawowa
Maksowanie rozdania polega na przydzieleniu każdemu zapisowi w protokole jego wyniku w tzw. punktach turniejowych (PT), które następnie mogą być przeliczane na procenty. Główna zasada wyliczenia liczby PT za dany zapis to: dajemy 2 PT za każdy zapis gorszy (mniejszy co do wartości) od niego i po 1 PT za każdy zapis taki sam (przyjmując zapisy na NS ze znakiem plus, a zapisy na EW ze znakiem minus).
Maksymalna możliwa do osiągnięcia liczba PT w pojedynczym rozdaniu turnieju to tzw. maks teoretyczny. Maks teoretyczny wynosi {\displaystyle 2\cdot (N-1),} gdzie {\displaystyle N} jest liczbą zapisów w protokole. Podzielenie wyniku danej pary z rozdania przez wartość maksa da wynik rozdania w procentach (tak więc w rozdaniu można uzyskać od 0 do 100%). Wynik pary przeciwnej jest zawsze dopełnienim wyniku pary do 100% (lub do maksa, w przypadku obliczeń w PT).

## Maksowanie proporcjonalne
Algorytm maksowania proporcjonalnego rozszerza podstawowe zasady liczenia na przypadki, gdy poszczególne rozdania turnieju mają różną liczbę zapisów. Do takiej sytuacji może dojść gdy:
- w turnieju uczestniczyła nieparzysta liczba par,
- nie rozegrano wszystkich rund przewidzianych przez schemat przejść,
- na skutek nieprawidłowości (np. zniekształcenie rozdania na części stołów, co skutkuje podwójnym maksowaniem)[4].

### Algorytm
Algorytm maksowania proporcjonalnego polega na zmaksowaniu rozdania metodą podstawową, a następnie dla każdego uzyskanego w ten sposób wyniku pary (liczby PT z rozdania) na wykonaniu kroków:
- dodaj 1 do liczby PT,
- przemnóż wynik przez największą w tym turnieju liczbę różnych od średniej zapisów w pojedynczym rozdaniu, a następnie podziel przez liczbę stołów, na których to rozdanie rzeczywiście rozegrano,
- od wyniku odejmij 1.

### Wzór Neuberga
- X – liczba PT obliczona „podstawowym algorytmem”
- N – największa liczba różnych od średniej zapisów w pojedynczym rozdaniu (aby wyznaczyć tę liczbę należy przejrzeć wszystkie rozdania grane w turnieju); podstawa maksa teoretycznego turnieju
- M – liczba zapisów w maksowanym rozdaniu
- Y – „proporcjonalna” liczba PT (właściwy wynik uzyskany w rozdaniu)

{\displaystyle Y=(X+1)\cdot {\frac {N}{M}}-1}
W przypadku technicznej konieczności zaokrąglenia wyniku, wynik połówkowy zaokrągla się w kierunku średniej.
Strona przeciwna otrzymuje uzupełnienie do maksa teoretycznego {\displaystyle 2\cdot (N-1)}

### Wyjątki
Istnieją wyjątki od powyższej metody. W przypadku gdy {\displaystyle M<4,} porównywane zapisy dzielą się punktami w zależności od wartości M:
- M = 1 – 60%
- M = 2 – 65%, 55%
- M = 3 – 70%, 60%, 50%

Procenty stanowią ułamek maksa teoretycznego {\displaystyle 2\cdot (N-1).} Para przeciwna otrzymuje dopełnienie do 120%.
Uwaga! Wyjątkiem od wyjątku jest przypadek gdy {\displaystyle N<4.} W takiej sytuacji ponownie zastosowanie ma wzór Neuberga.

## Maksowanie nieproporcjonalne
Zanim wprowadzono maksowanie proporcjonalne protokół z mniejszą liczbą zapisów maksowany był w sposób następujący:
- zmaksuj rozdanie metodą podstawową,
- dodaj do każdego wyniku liczbę brakujących zapisów w rozdaniu {\displaystyle (N-M).}

Obliczanie wyników w ten sposób jest niezgodne z obowiązującymi przepisami. Należy wszędzie stosować podejście proporcjonalne.